# Steinar
Steinar är ett nordiskt mansnamn. Namnet är sammansatt av två led: dels stein, alltså sten, dels warijar, vilket troligen härstammar från verbet värja, skydda. I Sverige hette 259 personer Steinar vid årsskiftet 2006/2007. Namnet är långt vanligare i Norge där över 12000 män hette Steinar 2007. De flesta som bär namnet föddes på 1940- och 50-talet.

## Personer som heter Steinar
- Steinar Jøraandstad
- Steinar Nilsen